# BFC Siófok
Az BFC Siófok siófoki magyar labdarúgócsapat, jelenleg a magyar harmadosztályban szerepel.

## Története
A klub 1921 nyarán alakult meg Siófok SE néven. A csapatot 1956-ban átnevezték Siófoki Bányász SE névre. A klub színe 2000-ig piros-fekete, majd sárga-kék-zöld, jelenleg sárga-kék, de az új címerben is megtalálható a zöld szín. A csapat 1967-ben jutott fel a másodosztályba Papp Gyula edző vezetésével.
A csapat virágkora 1982 után következett, bár a másodosztályban az elkövetkező két idényben is 4. lett a gárda, a Magyar Népköztársaság Kupát megnyerte. A negyeddöntőben a Ferencvárossal, telt ház előtt megrendezett mérkőzésen 4–2-re győztek a siófokiak. Az elődöntőben szintén telt házas hazai mérkőzésen 1–0 arányban legyőzték a Kiprich Józseffel is játszó Tatabányát. A döntőt Székesfehérváron rendezték 1984. július 9-én, 17 000 néző előtt a Rába ETO 2–1-re kikapott a másodosztályú riválisától. A KEK-ben indulhatott a csapat és a görög Larissa ellen egy haza 1:1 után egy idegenbeli 2:0-ás vereséggel elbúcsúzott a nemzetközi porondtól.
1985-ben a csapat a Váci Izzót megelőzve jutott fel az első osztályba, az edző Szőke Miklós volt, aki a kupagyőztes csapatot is edzette. Az első élvonalbeli találkozót 1985. augusztus 10-én játszották Siófokon, 8 ezer néző előtt 3–0-ra győzelmet aratott a Bányász a Csepel felett.
Az 1989-es első FIFA Futsal Világbajnokságra, ami Hollandiában került megrendezésre, öt siófoki játékost is beválogattak, név szerint Borostyán Mihályt, Freppán Györgyöt, Olajos Sándort, Quirikó Lászlót és Zsadányi Lászlót, aki a torna aranycipőse lett 7 góljával.
A csapat az elkövetkező években az első osztályban játszott, 12–13. helyezéseket ért el. Érdekesség, hogy az 1987–1988-as szezonban volt először és a 2007–2008-as bajnokságig – tehát 20 évig – utoljára somogyi rangadó az NB I-ben, Siófokon hazai győzelem született, míg Kaposváron döntetlen. A csapat az 1989–1990-es bajnokságban a 7. helyen végzett, 1992-ben a klub története legjobb szereplését elérve a 4. helyen végzett, és csatára, Fischer Pál gólkirály lett. Pusztai László irányításával a csapat a következő idényben 8. lett, 1994-ben osztályozót kellett játszania a Siófoknak, ahol 9–4-es összesítéssel kiesett az élvonalból.
Egy 3. hely után, a második évben nyerni tudtak, ezzel ismét bekerültek az első osztályba. Az első két szezonban 12. helyen végeztek. A csapatot közben átszervezték, felvette a Siófok FC nevet (majd rövid ideig Balaton TV-Siófok FC néven szerepelt), az új színük sárga-kék-zöld lett, melyek Siófok város színei is egyben. Az elkövetkező két évben kétszer 15. helyen végeztek, a második 15. hely kiesést jelentett.
2001-ben új befektető érkezett a klubhoz, aki leszerződtette edzőnek Csank Jánost, és ismét felkerültek az első osztályba, ahol 5. helyen végeztek. A befektető azonban visszavonult, helyét Kuti István, a Balaton Reklám és Média Kft. tulajdonosa vette át, aki átkeresztelte a klubot Balaton FC névre. A játékosok és az edzői stáb nagy része azonban már távozott a bizonytalanság miatt, s csak pár héttel a bajnokság kezdete előtt alakult ki az új keret, az edző Csertői Aurél lett. Négy fordulóval a bajnokság vége előtt vezető helyen volt a klub, ekkor azonban anyagi problémák miatt a klub tulajdonosa Diósgyőrbe tette át székhelyét. Siófokon átmenetileg megszűnt a felnőtt csapat. A város az utánpótlást továbbra is támogatta, így az működött tovább, újra Bányász néven.
A Siófoki Bányász üzletrészt vásárolt a Nemes Ferenc által 2002-ben alapított Bodajk FC tulajdonjogából. Így a Bodajk FC, BFC Siófok néven 2005-ben Siófokra költözött és indult el az NB II-es bajnokságban. A kizárólag gyermekekkel foglalkozó, labdarugókat nevelő Siófoki Bányász SE-nek azóta is fő feladata, hogy ennek a klubnak tehetséges futballistákat neveljen, és eredményes szereplésüket elősegítse.
A BFC Siófoknak a keretet főleg a Bodajk FC-ből érkező játékosok adták, valamint a Sándor Károly Akadémiáról érkezett labdarúgók. Az első szezonjában középcsapatként teljesítettek, míg a második évben(2007 tavasz) megnyerték az NB II Nyugati Csoportját Botos Antal vezetésével. Az első osztályban a csapat több edzőváltáson is keresztül ment, végül a klub 2009 tavaszán kiesett az első osztályból, amely Nemes Ferenc tulajdonos távozását is jelentette. A klub a 2009–2010-es szezonban újra az első helyen végzett a másodosztályban, ezek után három szezont eltöltött a legjobbak között. 2014 óta stabilan az NB II-ben szerepel.

## Sikerek
- Magyar kupa
  -  Győztes (1): 1984

### Nemzetközi kupaszereplések
| Szezon    | Bajnokság      | Forduló    | Ellenfél                | Otthon | Idegenben | Össz. |
| --------- | -------------- | ---------- | ----------------------- | ------ | --------- | ----- |
| 1984–1985 | KEK            | 1. forduló | AÉ Láriszasz            | 1–1    | 0–2       | 1–3   |
| 1986      | Intertotó-kupa | Csoportkör | LASK Linz               | 0–0    | 1–1       | 1–1   |
| 1986      | Intertotó-kupa | Csoportkör | KKS Lech Poznań         | 0–0    | 1–4       | 1–4   |
| 1986      | Intertotó-kupa | Csoportkör | Odense BK               | 0–2    | 4–5       | 4–7   |
| 1989      | Intertotó-kupa | Csoportkör | SK Slavia Praha         | 2–1    | 1–4       | 3–5   |
| 1989      | Intertotó-kupa | Csoportkör | FC Wettingen            | 0–3    | 1–3       | 1–6   |
| 1989      | Intertotó-kupa | Csoportkör | Örebro SK               | 1–3    | 2–1       | 3–4   |
| 1990      | Intertotó-kupa | Csoportkör | MK Makkabi Haifa        | 0–0    | 0–3       | 0–3   |
| 1990      | Intertotó-kupa | Csoportkör | MK Bné Jehúdá Tel-Aviv  | 3-1    | 1-0       | 4–1   |
| 1990      | Intertotó-kupa | Csoportkör | KKS Lech Poznań         | 0–2    | 1–3       | 1–5   |
| 1991      | Intertotó-kupa | Csoportkör | Grasshopper Club Zürich | 1–1    | 0–1       | 1–2   |
| 1991      | Intertotó-kupa | Csoportkör | BK Frem                 | 3–3    | 4–1       | 7–4   |
| 1992      | Intertotó-kupa | Csoportkör | SK Vorwärts Steyr       | 2–2    | 3–1       | 5–3   |
| 1992      | Intertotó-kupa | Csoportkör | FC Lausanne-Sport       | 1–0    | 1–0       | 2–0   |
| 1992      | Intertotó-kupa | Csoportkör | AC Sparta Praha         | 1–1    | 1–2       | 2–3   |

## A csapat edzői
- Haragh Tibor (1959–1961)[2]
- Radnai György (1961–1962)[3]
- Fischer Sándor (1962–1963)[4]
- Haragh Tibor (1963–1966)[5]
- Papp Gyula (1967–1970)[6]
- Molnár Péter (1970–1971)[7]
- Papp Gyula (1972–1976)[8]
- Puskás Lajos (1977)[9]
- Mathesz Imre (1977–1978)[10]
- Nagy György (1978–1981)[11]
- Szőke Miklós (1981–1986)[12]
- Kaszás Gábor (1986–1988)[13]
- Gellei Imre (1988–1990)[14]
- Varga István (1990–1992)[15]
- Pusztai László (1992–1994)[16]
- Gellei Imre (1994–1995)[17]
- Keszei Ferenc (1995–1997)[18]
- Nagy László (1997–1999)[19]
- Mészáros József (1999)[20]
- Borbély László (1999)[21]
- Bozai Gyula (1999–2000)[22]
- Mészáros József (2000)[23]
- Tóth Bálint (2000–2001)[24]
- Mucha József (2001)[25]
- Csank János (2001–2003)[26]
- Csertői Aurél (2003–2004)[27]
- Hartyáni Gábor (2005–2006)[28]
- Botos Antal (2006–2007)[29]
- Tornyi Barnabás (2007–2008)[30]
- Aldo Dolcetti (2008)[31]
- Détári Lajos (2008)[32]
- Aczél Zoltán (2008–2009)[33]
- Hagymási Zoltán (2009)[34]
- Horváth Károly (2010)[35]
- Mihalecz István (2010–2012)[36]
- Horváth Károly (2012–2014)
- László András (2014)[37]
- Soós Imre (2015)[38]
- Goran Kopunović (2015–2017)[39]
- Disztl László (2017)[40]
- Varga Attila (2017–2018)[41]
- Mihalecz István (2018–2019)[42]
- Márton Gábor (2019)[43]
- Gál István (2019–2020)[44]
- Waltner Róbert (2020–2021)[45][46]
- Domján Attila (2021–2022)[47]
- Dragan Vukmir (2023–2024)
- Jeney Gyula (2024–)

## Híres játékosok
* a félkövérrel írt játékosok rendelkeznek felnőtt válogatottsággal.
| - Jusuf Dajić - Honma Kazuo - Alekszandar Bajevszki - Frank Wolf - Steffen Menze - Henry Isaac - Alexandru Suciu - Ion Adrian Zare - Aczél Zoltán - Belényesi László - Bíró Imre - Boda Mihály - Bolla Bendegúz | - Borostyán Mihály - Bódi Zoltán - Duró József - Erős Károly - Fischer Pál - Fodor Imre - Freppán György - Fülöp Zoltán - Gregor József - Győri János - Handel György - Haraszti Zsolt - Horváth I. László - Jancsika Károly | - Kámán Attila - Koller Ákos - Kovács József - Kovács László - Kriston Attila - Kuttor Attila - Lakatos Ferenc - Marozsán János - Mári Attila - Máriási Zsolt - Mészáros Norbert - Olajos Sándor - Pardavi Károly - Pest Krisztián | - Posza Zsolt - Quirikó László - Sitku Illés - Somogyi József - Sowunmi Thomas - Szabó János - Szabó József - Szajcz Miklós - Takács Zoltán - Tímár Krisztián - Tieber László - Virág Béla - Zombori Zalán - Zsadányi László |

## Szakmai stáb, Vezetőség
2023. július 5-én lett frissítve.
| Tulajdonos         | Nemes Ferenc    |
| Ügyvezető igazgató | Herczeg Csaba   |
| Szakmai igazgató   | Bíró Gábor      |
| Klubigazgató       | Illés János     |
| Vezetőedző         | Dragan Vukmir   |
| Asszisztensedző    | Bozai Attila    |
| Kapusedző          | Bíró Imre       |
| Technikai vezető   | Bíró Gábor      |
| Csapatorvos        | Dr. Hock Zsolt  |
| Csapatorvos        | Dr. Hock Zoltán |
| Masszőr            | Borza Attila    |
| Fizioterapeuta     | Kovács Roland   |
| Adminisztrátor     | Mirákovics Olga |

## Játékoskeret
Utolsó módosítás: 2024. március 15.
A vastaggal jelzett játékosok felnőtt válogatottsággal rendelkeznek.
A dőlttel jelzett játékosok kölcsönben szerepelnek a klubnál.
*Kooperációs szerződés keretében a Fehérvár FC csapatától szerepelnek itt.

| Mezszám                | Név                   | Nemzetiség    | Születési hely | Születési idő (kor)            | Korábbi csapat           | Érték (€) | Szerződés lejárta |
| Kapusok                | Kapusok               | Kapusok       | Kapusok        | Kapusok                        | Kapusok                  | Kapusok   | Kapusok           |
| ---------------------- | --------------------- | ------------- | -------------- | ------------------------------ | ------------------------ | --------- | ----------------- |
| 26                     | Winter Dániel         | HUN           | Kalocsa        | 2002. szeptember 5. (22 éves)  | MTK Budapest II          | 75 000    | Nem publikus      |
| 71                     | Hutvágner Gergely     | HUN           | Budapest       | 2000. július 1. (25 éves)      | UC Sampdoria U19         | 125 000   | Nem publikus      |
| Védők                  |                       |               |                |                                |                          |           |                   |
| 3                      | Debreceni Zalán       | HUN           | Szekszárd      | 2002. július 6. (23 éves)      | Paksi FC                 | 100 000   | 2024.06.30.       |
| 4                      | Vékony Viktor         | HUN           | Budapest       | 2001. január 21. (24 éves)     | Bicskei TC               | 50 000    | Nem publikus      |
| 5                      | Vágó Gábor            | HUN           | Budapest       | 2001. november 14. (23 éves)   | Fehérvár FC II           | 50 000    | Nem publikus      |
| 6                      | Alexander Svedyuk     | ukrán · HUN   | Szentmiklós    | 1996. július 11. (28 éves)     | Pécsi Mecsek FC          | 150 000   | 2024.06.30.       |
| 7                      | Varga Bence           | HUN           | Budapest       | 1997. augusztus 13. (27 éves)  | Iváncsa KSE              | 75 000    | Nem publikus      |
| 11                     | Major Gergő           | HUN           | Aba            | 2000. július 16. (24 éves)     | Puskás Akadémia FC       | 125 000   | Nem publikus      |
| 27                     | Forgács Dávid         | HUN           | Szeged         | 1995. szeptember 29. (29 éves) | Győri ETO FC             | 50 000    | Nem publikus      |
| 68                     | Hegedűs János         | HUN           | Budapest       | 1996. október 4. (28 éves)     | Paksi FC                 | 100 000   | 2024.06.30.       |
| 73                     | Böndi Ádám            | HUN           | Kaposvár       | 2000. október 10. (24 éves)    | Kaposvári Rákóczi FC     | 50 000    | Nem publikus      |
| 76                     | Csató Martin          | HUN           | Békéscsaba     | 1994. július 18. (30 éves)     | Szombathelyi Haladás     | 50 000    | 2024.06.30.       |
|                        | Debreceni Ákos        | HUN           | Szekszárd      | 2003. március 24. (22 éves)    | Paksi FC                 | 150 000   | 2024.06.30.       |
| Középpályások          |                       |               |                |                                |                          |           |                   |
| 8                      | Nemes Marcell         | HUN           | Székesfehérvár | 2005. június 27. (20 éves)     | Utánpótlásból került fel | 50 000    | Nem publikus      |
| 14                     | György Nico           | HUN           | Deggendorf     | 1999. február 12. (26 éves)    | Vasas FC                 | 50 000    | Nem publikus      |
| 18                     | Gyurkits Gergő        | HUN           | Baja           | 2002. június 5. (23 éves)      | Paksi FC                 | 150 000   | 2024.06.30.       |
| 19                     | Kovács Bence*         | szlovák · HUN | Galánta        | 2004. január 14. (21 éves)     | Fehérvár FC II           | 50 000    | 2024.06.30.       |
| 20                     | Tóth Borisz           | HUN           | Miskolc        | 2002. július 7. (23 éves)      | Diósgyőri VTK            | -         | 2024.06.30.       |
| 23                     | Posztobányi Patrik    | HUN           | Budapest       | 2002. július 29. (22 éves)     | Puskás Akadémia FC       | 100 000   | 2024.06.30.       |
| 37                     | Kitl Miklós           | HUN           | Zenta          | 1997. június 1. (28 éves)      | Békéscsaba 1912 Előre    | 125 000   | Nem publikus      |
| 81                     | Varjas Zoltán         | HUN           | Székesfehérvár | 2000. május 17. (25 éves)      | Mezőkövesd Zsóry FC      | 175 000   | Nem publikus      |
| Támadók                |                       |               |                |                                |                          |           |                   |
| 9                      | Dénes Csanád-Vilmos   | HUN · román   | Budapest       | 2004. november 17. (20 éves)   | Fehérvár FC II           | 75 000    | 2024.06.30.       |
| 10                     | László Dávid          | HUN           | Székesfehérvár | 2002. április 25. (23 éves)    | Budapest Honvéd FC       | 100 000   | Nem publikus      |
| 16                     | Szedlár Zoltán        | HUN           | Budapest       | 1994. február 11. (31 éves)    | Dorogi FC                | 75 000    | Nem publikus      |
| 17                     | Girsik Áron           | román · HUN   | Kolozsvár      | 2001. március 7. (24 éves)     | Dorogi FC                | 75 000    | Nem publikus      |
| 21                     | Tóth Tamás*           | HUN           | Székesfehérvár | 2004. szeptember 13. (20 éves) | Fehérvár FC II           | 25 000    | 2024.06.30.       |
| 24                     | Menyhárt Zsombor*     | HUN           | Székesfehérvár | 2004. június 24. (21 éves)     | Fehérvár FC              | 50 000    | 2024.06.30.       |
| 25                     | Schildkraut Krisztián | HUN           | Szeged         | 2001. január 25. (24 éves)     | Hódmezövásárhely FC      | 25 000    | Nem publikus      |
| 29                     | Balogh Bence          | HUN           | Siófok         | 1999. április 5. (26 éves)     | Utánpótlásból került fel | 75 000    | Nem publikus      |
| 92                     | Németh Barnabás       | HUN           | Pécs           | 2002. március 4. (23 éves)     | Nyíregyháza Spartacus FC | 75 000    | 2024.06.30.       |
| Kölcsönadott játékosok |                       |               |                |                                |                          |           |                   |
| Név                    | Poszt                 | Nemzetiség    | Születési hely | Születési idő (kor)            | Kölcsönben itt           | Érték (€) | Kölcsön lejárta   |
| Nagy-Kolozsvári Dániel | középpályás           | HUN           | Budapest       | 2004. április 2. (21 éves)     | Eger SE                  | -         | 2024.06.30.       |

## Szezonok
- A BFC Siófok 2018–2019-es szezonja
- A BFC Siófok 2017–2018-as szezonja
- A BFC Siófok 2016–2017-es szezonja
- A BFC Siófok 2015–2016-os szezonja
- A BFC Siófok 2014–2015-ös szezonja
- A BFC Siófok 2012–2013-as szezonja
- A BFC Siófok 2011–2012-es szezonja
- A BFC Siófok 2010–2011-es szezonja
- A BFC Siófok 2009–2010-es szezonja
- A BFC Siófok 2008–2009-es szezonja
- A BFC Siófok 2007–2008-as szezonja
- A BFC Siófok 2003–2004-es szezonja
- A Siófok FC 2002–2003-as szezonja